# Ågotnes
Ågotnes är en tätort i Øygardens kommun i Vestland fylke i västra Norge. Orten ligger på den norra delen av ön Sotra där den fungerar som ett lokalt centrum. Här finns bland annat en grundskola, idrottsplats, brandstation och vårdcentral.
Tidigare har orten tillhört dåvarande Fjells kommun i Hordaland fylke.